# 全国二輪車用品連合会
一般社団法人全国二輪車用品連合会（ぜんこくにりんしゃようひんれんごうかい）は、日本においてオートバイの部品やオートバイ用品を生産・販売する企業を会員とする一般社団法人である。英語表記では Japan Motorcycle Accessories Association となり、略称は「JMCA」である。

## 概要
一般社団法人全国二輪車用品連合会は、オートバイ用品の規格管理や改善、安全性の調査研究、情報提供、国際協調や企業同士の交流などを活動内容とする団体で、日本モーターサイクルスポーツ協会、日本二輪車普及安全協会、全国オートバイ協同組合連合会、日本二輪車オークション協会とともにオートバイの安全性の向上やライダーの死傷率の低下を目的として活動している。 東京都港区に事務局が置かれ、2011年4月1日時点での代表者は代表理事の松原弘である。

## 沿革
- 1989年（平成元年）12月1日 - 設立[1]。
- 2009年（平成21年）1月1日 - 公益法人制度改革に伴い、一般社団法人となる。

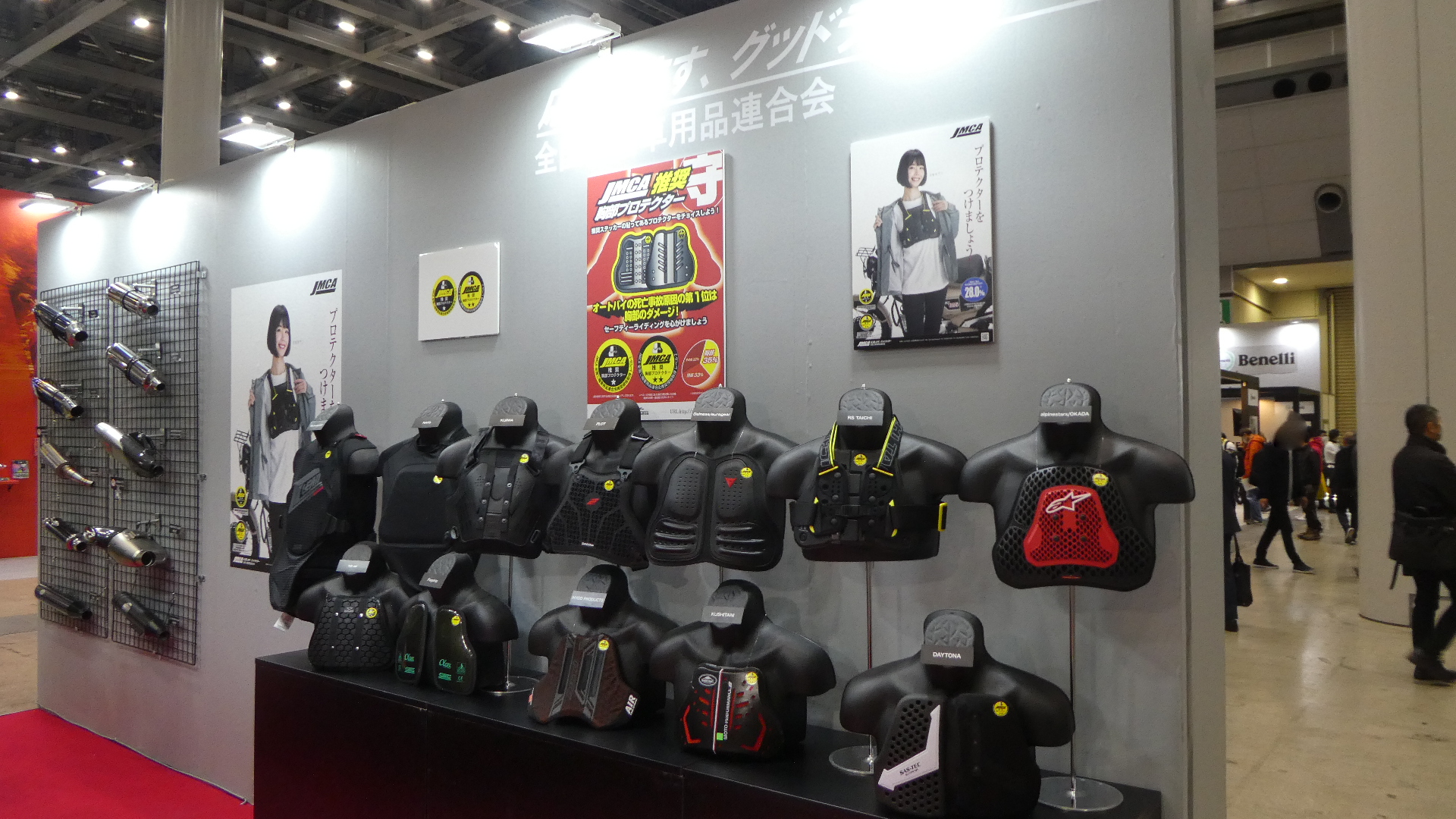
東京モーターサイクルショーでの出展ブース

## 会員企業
ライダー装着部品部会
- アールエスタイチ
- アライヘルメット
- エス・ケー・ワイ
- オージーケーカブト
- クシタニ
- SHOEI
- ジェーアンブル
- バギー
- 無限電光
- 山本光学
- リード工業

車体ツーリング部会
- M&Hマツシマ
- シーエフシー
- タカツ製作所
- タナックス
- 千代田
- データライン
- 西本工業
- ペイトン・プレイス

スポーツ機能用品部会
- アールシー甲子園
- アールズギア
- アールピーエム
- アクティブ
- アトラス
- アブソリュート
- NRマジック
- エヌシー
- エヌズオート
- エムオート
- M-TEC
- エンデュランス・レーシング・プランニング
- オーヴァーレーシングプロジェクツ
- オーエックスレーシング
- 大阪単車用品工業
- カラーズインターナショナル
- カンリン
- キジマ
- キタコ
- クリエイティブファクトリーポッシュ
- ケイファクトリー
- KENSO
- ゴールドメダル
- サインハウス
- ササキスポーツクラブ
- サクラ工業
- スペシャルパーツイハラ
- スペシャルパーツ武川
- スペシャルパーツ忠男
- ダート・フリーク
- ダブルアールズ
- ダブルエム
- TEAM ADACHI
- 月木レーシング
- ティグマリオ
- デイトナ
- 動研
- 日本ビート工業
- 野島エンジニアリング
- バムレーシング
- はやぶさ
- ビーアールディー
- フリークラフト
- フウ・ボウ
- プロスキルパーツ
- ポッシュフェイス
- HOT LAP
- TSR
- マック・エム・アール・ディ
- マツショウ
- 丸中洋行
- ムサシ
- モトショップウイリー
- モリワキエンジニアリング
- ヤマモトレーシング
- 由匡
- ヨシムラジャパン
- ラフアンドロードスポーツ
- レインボー
- レガ・スピード
- レーシングサプライ

卸売部会
- アファム・ジャパン
- 和泉商行
- エヌエー
- エヌジーシー
- 岡田商事
- ゴーダ
- スミス商会
- 高橋商事
- タカラ
- ダックスコーポレーション
- 谷尾商会
- 東単
- 株式会社ヤマト（ナニワ商会）
- バイタスジャパン
- フラッグシップ
- プロト
- 山城
- レイト商会

小売商部会
- アサヒリサーチ
- ヒョウドウプロダクツ
- アールズ・タミヤ
- 石原商会
- ウエスト・リバー
- 上野パーツセンター
- ウェビック：Webike
- オートパーツサービス
- オートランド札幌
- オズ･プロジェクトユニバース事業部
- カスタムジャパン
- 北島商会
- クルムスSAPPORO
- コシダテックライコランド運営部
- ジーティ商会
- しゃぼん玉
- ZOA
- 太陽パーツ
- タッチ
- デイライト
- 東京堂目白店
- ナップス
- 南海部品京都
- 2りんかんイエローハット
- 新潟中央部品
- プロショップ・タカトリ
- ホット・ライン
- ボブキャット広島
- モトコ
- モトスペース
- 湯佐部品
- ライダーズ・サポート・カンパニー（ライコランド）
- リバークレイン
- レーシングワールド
- ワイケイ商事

賛助会員
- アド・エヌ
- カワサキモータースジャパン
- スズキビジネス
- むう企画
- ホンダアクセス
- ワイズギア
- バイク王&カンパニー